# دإي تاكيدا
دإي تاكيدا (باليابانية: 武田 大) (24 أكتوبر 1989 في كاناغاوا في اليابان – )؛ هو لاعب كرة قدم ياباني سابق كان يلعب كحارس مرمى.

## وصلات خارجية
- دإي تاكيدا على موقع رابطة كرة القدم اليابانية للمحترفين (اليابانية)
- دإي تاكيدا على موقع قاعدة بيانات كرة القدم.إي يو (الإنجليزية)
- دإي تاكيدا على موقع Soccerway.com (الإنجليزية)